# Calceolaria serrata
Calceolaria serrata là một loài thực vật có hoa trong họ Calceolariaceae. Loài này được Lam. mô tả khoa học đầu tiên năm 1785.